# Política dos Camarões
Política dos Camarões tem lugar num quadro de uma república presidencial unitária, segundo o qual o Presidente dos Camarões é tanto chefe de estado e chefe de governo, e de um sistema multi-partidário. O Poder executivo é exercido pelo governo e o Poder legislativo é investido tanto no governo e na Assembleia Nacional dos Camarões.